# Rachida Brakni
Pour les articles homonymes, voir Brakni.
Rachida Brakni, née le 15 février 1977 à Paris, est une actrice, metteuse en scène, chanteuse et auteure française.

## Biographie

### Enfance et formation
Rachida Brakni naît le 15 février 1977 à Paris de parents algériens vivant en France, aînée d'une fratrie de trois. Son père est routier puis chauffeur-livreur et sa mère femme de ménage. Ni l'un ni l'autre ne lisent ni n'écrivent le français. Rachida se décrit ainsi comme étant, dès l'âge de dix ans, la « porte-parole administrative de la famille ». Elle passe sa jeunesse à Athis-Mons et fréquente le lycée Jean-Baptiste-Corot de Savigny-sur-Orge, où elle pratique le théâtre. Après son baccalauréat littéraire, elle songe à des études d'avocate mais s'inscrit en histoire à Tolbiac (Université Panthéon-Sorbonne). Elle se réoriente ensuite vers des cours de comédie, au studio-théâtre d'Asnières puis au Conservatoire national supérieur d'art dramatique de Paris (promotion 2001).
Elle apparait ainsi parmi les élèves qui assistent à l'émission Bouillon de culture enregistrée le  16 novembre 1998, où Bernard Pivot reçoit Jean-Paul Belmondo.

### Carrière

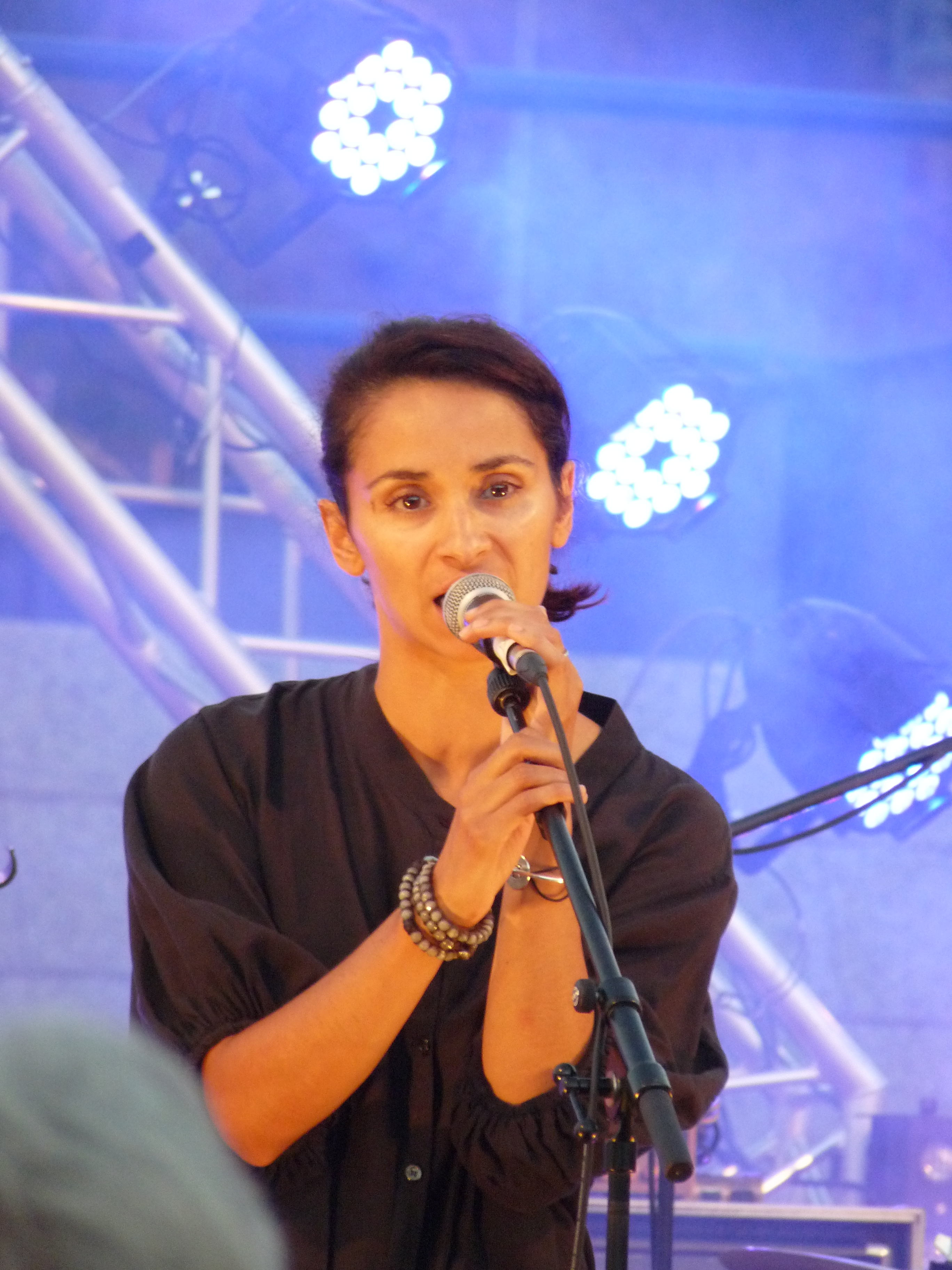
Rachida Brakni en concert à Port-Vendres en 2012.

En 2001, Rachida Brakni entre comme pensionnaire à la Comédie-Française. Le grand public la découvre au cinéma dans le film Chaos, de Coline Serreau, qui lui vaut en 2002 le César du meilleur espoir féminin. Un mois plus tard, elle obtient le Molière de la révélation féminine pour son rôle dans Ruy Blas, interprété à la Comédie-Française. Elle choisit ensuite de quitter la Comédie-Française pour mener une carrière au théâtre et au cinéma,.
Au cinéma, elle interprète le rôle d'Élisa dans L'Outremangeur, sur le tournage duquel elle a rencontré son futur mari, l'ancien footballeur Éric Cantona.
Son premier album de chansons, simplement intitulé Rachida Brakni, sort en février 2012. Éric Cantona lui a écrit des chansons et Cali a fait les musiques, après leur rencontre sur un concert et après avoir chanté avec lui Lullaby de The Cure.
Le 14 avril 2017 parait Accidentally Yours, 1er album du groupe Lady Sir composé de Rachida Brakni et Gaëtan Roussel.
En 2019, elle rejoint le casting de la série politique Baron noir de Canal+ (saison 3). Elle tient le rôle de Naïma Meziani, conseillère en communication auprès du personnage principal joué par Kad Merad.
En 2024, elle publie  un ouvrage, Kaddour,  évoquant son père, mort en 2020,.

### Vie privée
Le 16 juin 2007, Rachida Brakni se marie avec l'acteur et ex-footballeur Éric Cantona, rencontré sur le tournage de L'Outremangeur en 2003.
Le 24 octobre 2009, elle donne naissance à son premier enfant prénommé Émir et au deuxième le 17 octobre 2013, une fille nommée Selma.

## Filmographie

### Cinéma

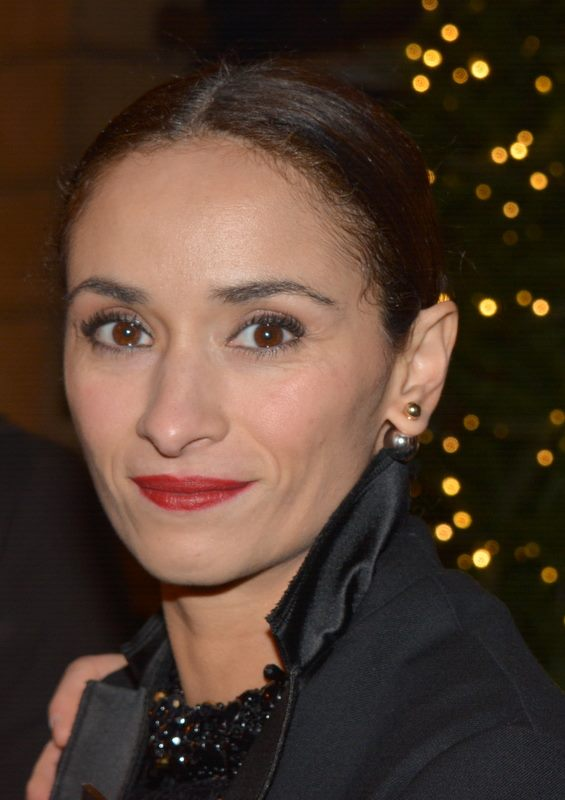
Rachida Brakni en 2015.

- 1997 : Une couleur café d'Henri Duparc
- 1998 : Voile d'automne de Raphaël Didierjean (court-métrage)
- 2001 : Loin d'André Téchiné : Nezha
- 2001 : Chaos de Coline Serreau : Noémie / Malika
- 2002 : Comme un avion de Marie-France Pisier : Ourdia
- 2003 : Portrait caché de Jean-Louis Leconte : Pauline
- 2003 : L'Outremangeur de Thierry Binisti : Elsa
- 2004 : Ne quittez pas ! d'Arthur Joffé : Yaëlle
- 2004 : L'Enfant endormi de Yasmine Kassari : Halima
- 2005 : Une belle histoire de Philippe Dajoux
- 2005 : One Day in Europe de Hannes Stöhr : Rachida
- 2005 : La Part animale de Sébastien Jaudeau : Claire
- 2006 : On ne devrait pas exister de HPG : Rachida
- 2006 : Barakat ! de Djamila Sahraoui et Cécile Vargaftig : Amel
- 2007 : Lisa et le Pilote d'avion de Philippe Barassat : Lisa
- 2008 : Les Bureaux de Dieu de Claire Simon : Yasmine
- 2008 : Skate or Die de Miguel Courtois : Sylvie
- 2008 : Secret défense de Philippe Haïm : Leïla / Chadia
- 2009 : Un homme et son chien de Francis Huster : la conductrice
- 2009 : Neuilly sa mère ! de Gabriel Julien-Laferrière : Djamila de Chazelle
- 2009 : Une affaire d'État d'Éric Valette : Nora Chahyd
- 2011 : La Ligne droite de Régis Wargnier : Leïla
- 2011 : Étreinte de Sébastien Jaudeau (court-métrage) : Lésia
- 2012 : Les Mouvements du bassin de HPG : Marion
- 2013 : Cheba Louisa de Françoise Charpiat : Djemila
- 2015 : Maintenant ils peuvent venir de Salem Brahimi : Yasmina
- 2016 : De sas en sas (uniquement réalisatrice)
- 2019 : Sœurs de Yamina Benguigui : Djamila
- 2022 : La Cour des miracles de Hakim Zouhani et Carine May : Zahia
- 2022 : Houria de Mounia Meddour : Sabrina
- 2024 : Lonely Planet de Susannah Grant : Fatema Benzakour

### Télévision
- 2002 : Un jour dans la vie du cinéma français (documentaire) de Jean-Thomas Ceccaldi : elle-même
- 2007 : La Surprise d'Alain Tasma : Claude
- 2007 : Notable, donc coupable de Francis Girod et Dominique Baron : Claire Laris
- 2009 : L'une chante, l'autre aussi (documentaire) d'Olivier Nicklaus : elle-même
- 2011 : L'âme du mal de Jérôme Foulon : Marion Lanski
- 2013 : Silences d'État de Frédéric Berthe : Claire Ferran
- 2014-2015 : Frères d'armes, série télévisée historique de Rachid Bouchareb et Pascal Blanchard : présentation de l’émir Khaled
- 2016 : Les Hommes de l'ombre (saison 3) de Fred Garson
- 2018 : Illégitime de Renaud Bertrand : Leila
- 2019 : Le Voyageur : La Permission de minuit : Romane Diaz
- 2020 : Baron noir (saison 3) : Naïma Meziani
- 2023 : Les Espions de la terreur, mini-série de Rodolphe Tissot
- 2025 : Clean de Cathy Verney : Françoise

## Théâtre

### Actrice
- 1997 : Richard III de William Shakespeare
- 1997 : Le Cid de Pierre Corneille
- 1997 : L'Algérie au féminin
- 1998 : Grand Guignol
- 1999 : Visages
- 1999 : Antigone de Sophocle
- 2002 : Le Collier d'Hélène de Carole Fréchette, mise en espace Michel Dumoulin et Bertrand Daizis, Festival de théâtre Nava Limoux
- 2002 : Ruy Blas de Victor Hugo
- 2003 : Papa doit manger de Marie NDiaye
- 2004 : Britannicus de Racine, mise en scène Brigitte Jaques, Théâtre du Vieux-Colombier
- 2006 : Le Viol de Lucrèce de William Shakespeare, mise en scène Marie-Louise Bischofberger, MC93 Bobigny, Théâtre national de Toulouse Midi-Pyrénées
- 2006 : Ténèbres de Henning Mankell, mise en scène Brigitte Jaques, Théâtre Ouvert
- 2011 : L'Amour, la Mort, les Fringues d'après le livre Love, Loss, and What I Wore de Irene Beckerman, adapté par Nora Ephron et Delia Ephron, mis en scène de Danièle Thompson.
- 2013 : Sonate d'automne d'Ingmar Bergman, mise en scène Marie-Louise Bischofberger, Théâtre de l'Œuvre
- 2017 : Je crois en un seul Dieu de Stefano Massini, mise en scène de Arnaud Meunier, Théâtre du Rond-Point
- 2019 : J'ai pris mon père sur mes épaules de Fabrice Melquiot, mise en scène Arnaud Meunier, théâtre du Rond-Point

### Metteuse en scène
- 2010 : Face au paradis de Nathalie Saugeon, Théâtre Marigny
- 2015 : Victor d'Henri Bernstein, Théâtre Hébertot

## Discographie
- 2012 : Rachida Brakni, Wagram
- 2017 : Accidentally Yours (duo avec Gaëtan Roussel sous le nom de Lady Sir)

## Œuvre écrite
- 2024 : Kaddour, Stock, 6 mars 2024, 208 p. (EAN 9782234096653)[9],[10].

## Distinctions
- 1998 : premier prix de tragédie Silvia Monfort pour la pièce Grand Guignol
- Césars 2002 : César du meilleur espoir féminin pour Chaos
- Prix Lumières 2002 : prix Lumières du meilleur espoir féminin pour Chaos
- Molières 2002 : Molière de la révélation théâtrale pour son interprétation dans Ruy Blas
- 2006 : prix Jean-Jacques Gautier de la SACD pour son rôle dans Le Viol de Lucrèce
- Trophées francophones du cinéma 2016 : trophée francophone du second rôle féminin pour Maintenant ils peuvent venir
- 2016 : prix du public - long métrage pour son film De sas en sas au Festival du film de Belfort - Entrevues
- 2019 : médaille de la Ville de Saint-Étienne[13]
- Molières 2019 : Nomination au Molière de la comédienne dans un spectacle de théâtre public pour J'ai pris mon père sur mes épaules

### Décoration
- Officière de l'ordre des Arts et des Lettres (2020)[14]